# Relations entre la Chine et le Kazakhstan
Les relations entre la Chine et le Kazakhstan sont des relations internationales s'exerçant entre deux États d'Asie, la république populaire de Chine et la république du Kazakhstan. Elles sont marquées par une coopération stratégique et économique.

## Historique
Les relations diplomatiques formelles furent établies le 3 janvier 1992 après la dissolution de l'URSS et les pays signèrent leur premier accord sur la frontière en avril 1994. En 1993, le président kazakh Noursoultan Nazarbayev visite officiellement Pékin sur invitation du président chinois Jiang Zemin. En 1996, le Kazakhstan et la Chine, avec la Russie, le Kirghizistan, le Tadjikistan et l'Ouzbékistan fondent l'Organisation de coopération de Shanghai.

## Domaines de coopération

### Trafic de drogue et terrorisme
Les deux pays coopèrent sur le plan du développement économique, de la lutte contre le terrorisme et du trafic de drogues. La Chine entend par ailleurs développer ses relations avec le Kazakhstan afin de limiter l'influence américaine en Asie centrale et d'empêcher l'implantation d'éventuelles bases aériennes américaines au Kazakhstan,.

### Energie
Le gazoduc d'Asie centrale - Chine, mis au point par la China National Petroleum Corporation et KazMunayGas, traverse par ailleurs le territoire kazakh.

### Economique
La Nouvelle route de la soie est une politique d'investissement chinoise par Xi Jinping allant de la Chine vers l'Union européenne en passant par le continent eurasiatique.